# Rhyssalus pomonellae
Rhyssalus pomonellae är en stekelart som beskrevs av Atanasov 1996. Rhyssalus pomonellae ingår i släktet Rhyssalus och familjen bracksteklar. Inga underarter finns listade i Catalogue of Life.